# Майкъл Джей Андерсън
Майкъл Джей Андерсън (на английски: Michael J. Anderson; роден на 31 октомври 1953 г.) е американски актьор, познат с ролята си на Човека от друго място в „Туин Пийкс“.